# Luis Augusto Turcios Lima
Luis Augusto Turcios Lima (* 23. November 1941 in Guatemala-Stadt; † 2. Oktober 1966 ebenda) war ein guatemaltekischer Berufsoffizier des Ejército de Guatemala (Streitkräfte Guatemalas) und später neben Marco Antonio Yon Sosa der einflussreichste Guerillaführer und comandante (Major) der linksgerichteten Fuerzas Armas Rebeldes (FAR). Er starb in den frühen Morgenstunden des 2. Oktober 1966 unter bis heute nicht geklärten Umständen bei einem Verkehrsunfall auf der Avenida Roosevelt in Guatemala-Stadt.

## Kindheit, Jugend und militärische Ausbildung
Über seinen Vater, einen Uhrmacher namens Turcios, ist lediglich bekannt, dass er ca. 1947 von seiner Ehefrau, Lilian Turcios Lima, geb. 1923, geschieden wurde. Das Paar hatte drei Kinder, von den Luis Augusto das Älteste war. Nach der Scheidung lebte die Mutter mit den drei Kindern alleinstehend und arbeitete als Büroangestellte.
Turcios trat mit 15 Jahren als cadete (Kadett) in die Escuela Politécnica Guatemalas ein und schloss die Ausbildung mit der Ernennung zum subteniente (Leutnant) ab. Nach Angaben seiner Mutter, Doña Lilian, die im Juli 2009 von der guatemaltekischen Tageszeitung La Prensa Libre interviewt wurde, war ihr Sohn nicht aus einer besonderen Vorliebe für das Militär in die Armee eingetreten, sondern um sie und die beiden jüngeren Geschwister durch die relativ gute Besoldung besser unterstützen zu können. Vermutlich 1959/60 besuchte er einen Ranger-Lehrgang an der US-amerikanischen Militärakademie Fort Benning. Diese Lehrgänge waren international besetzt und dauerten in dieser Epoche gut acht Wochen, in denen die Teilnehmer auch in Kleinkriegs-Methoden unterrichtet wurden.

## Die Putschbewegung vom 13. November 1960
Nach seiner Rückkehr aus den USA schloss sich Turcios zusammen mit Marco Antonio Yon Sosa einer Putschistengruppe von höheren Offizieren an, die Compañia del Niño Jesús (Jesuskind-Gesellschaft). Das politische Ziel der Geheimgesellschaft war der Sturz der Regierung von Präsident General Miguel Ydígoras Fuentes. Ydígoras duldete freiwillig oder auf US-amerikanischen Druck hin die Anwesenheit von exilkubanischen Gruppen in der Region Huehuetenango, die mit Hilfe der CIA den Sturz der Regierung von Fidel Castro vorbereiteten (Operation Mongoose). Die Putschisten sahen in der Duldung dieser Aktivitäten einen Verrat sowohl nationaler als auch lateinamerikanischer Interessen.
Angeblich waren an der Verschwörung bis zu 120 Offiziere beteiligt, doch hatte, soweit bekannt, der militärische Geheimdienst G-2 zumindest ansatzweise Kenntnis von dem Putsch erhalten, woraufhin nur noch gut 45 der ursprünglich involvierten Rebellen an dem Unternehmen teilnahmen. Es wurde angeführt von Hauptmann Arturo Chur del Cid in der Festung Matamoros, Oberst Rafael Sesam Pereira in Zacapa und Oberst Eduardo Llerena Müller in Puerto Barrios.
Der Putsch wurde von Ydígoras mit Hilfe von loyalen Offizieren und dem Einsatz von Panzern und der Luftwaffe in drei Tagen niedergeschlagen. Während Yon Sosa nach Honduras flüchtete, bat Turcios in El Salvador um Asyl.

## Die Gründung der MR-13
Offenbar im Frühjahr 1961 kehrten Yon und Turcios nach Guatemala zurück und nahmen Kontakt zur Kommunistischen Partei Guatemalas, der Partido Guatemalteco de Trabajo (PGT), auf. Diese verfügte jedoch lediglich in der Hauptstadt über einen gewissen Anhang in der Arbeiterschaft und Intellektuellenzirkeln; bei der breiten Masse der Landbevölkerung besaß sie keinerlei Einfluss. Zu diesem Zeitpunkt sahen die Ex-Offiziere in der PGT aber offenbar lediglich eine zivile Unterstützung ihres ursprünglichen Ziels, durch eine Militärerhebung die Regierung Ydígoras zu stürzen.
Eine Radikalisierung Yons und Turcios trat ein, nachdem ihr Kamerad Alejandro de León bei einem dieser Sondierungstreffen von der Polizei verhaftet und in der Haft ermordet worden war. Die von Yon und Turcios gegründete Guerillabewegung trug daher ursprünglich auch den Namen Movimiento Guerrillero Alejandro de León, wurde jedoch 1962 oder 1963 in Movimiento Revolucionario 13 de Noviembre (MR-13) umbenannt, wobei der Name an den Putsch vom 13. November 1960 erinnern sollte.
Offenbar ab 1963 orientierten sich Yon und Turcios an einem castristischen Konzept und der so genannten Foco-Theorie Che Guevara. Die Bedingungen für eine zweite Revolution in Lateinamerika nach kubanischem Muster schienen in Guatemala auch ausländischer Beobachter so gut gegeben wie in keinem anderen Land Lateinamerikas: Extreme Armut und wirtschaftliche Rückständigkeit, ungleiche Bildungschancen und eine Militärdiktatur. Dabei wurde jedoch übersehen, dass die breite Masse vor allem der indigenen Landbevölkerung aufgrund ihrer Erfahrungen aus der Kolonialzeit praktisch jeden Kontakt zur mestizischen Mittel- und Oberschicht gleich welcher politischer Ausrichtung ablehnte.

## Die Gründung derFuerzas Armadas Rebeldes(FAR)
Am 6. Februar 1962 nahm die MR-13 unter Yons und Turcios Führung in drei Abteilungen im Nordosten Guatemalas den Guerillakampf in den Regionen Zacapa, El Progreso und Izabal auf. Die Anzahl der Guerilleros konnte auch seinerzeit nur geschätzt werden. Lamberg vermutet, dass in der MR-13 nie mehr als 60 Kombattanten gleichzeitig operierten.
Die erste Kampfphase dauerte offenbar nur wenige Wochen, dann kehrte die Guerilla, u. a. dezimiert durch Desertionen, in die Hauptstadt zurück und beteiligte sich an studentischen Protesten gegen die Regierung Idígoras. Yons strategisches Ziel hatte offenbar darin bestanden, sympathisierende Kreise des Militärs zu einem erneuten Putsch zu bewegen und die Regierung zu Fall zu bringen. Die studentischen Unruhen, an denen auch die PGT beteiligt war, bildeten den Kern für eine Neuauflage der Guerilla, die sich nun aber von vornherein durch Spaltungstendenzen auszeichnen sollte, vor allem zwischen einem orthodox-marxistischen Flügel unter Turcios und einem trotzkistischen unter Yon.
Im März 1962 existierten drei Guerillagruppen, der Movimiento Revolucionario 20 de Octubre (MR-20) der PGT unter Führung von Oberst Paz Tejada, der Movimiento Revolucionario 12 de Octubre der studentischen Gruppierung AEU und die Reste der MR-13. Die beiden erstgenannten Gruppen wurden bereits im März von der Armee aufgerieben. Lamberg vermutet, dass die Beteiligung der PGT an der Guerilla immer nur taktischer Natur war, um im Fall eines Sturzes von Ydígoras Vertreter einer eigenen Guerillagruppe in eine zu bildende Regierungsjunta  entsenden zu können.
Offenbar Anfang 1963 gründeten sich aus den Resten der drei Bewegungen die Fuerzas Armadas Rebeldes (FAR), die in drei Zonen operierte:
- Zone 1 (Frente Alaric Bennett) in der Region Izabal unter Yon Sosa,
- Zone 2 (Frente de la Granadilla) in der Region Zacapa-Chicimula unter den ehemaligen Offizieren Luis Trejo Esquivel und Bernal Hernández,
- Zone 3 (Frente Guerrillero Edgar Ibarra, FGEI) südwestlich vom Izabal-See unter Turcios.
Offenbar wurden die Operationen gegen Armee und Polizei erst Ende des Jahres 1963 aufgenommen. Inzwischen hatte sich jedoch die innenpolitische Lage verschärft, da eine rechtsextreme Offiziersgruppe um Oberst Enrique Peralta Azurdia mit Unterstützung der USA die Regierung Ydígoras im März 1963 gestürzt hatte.

## Die Spaltung der FAR
Soweit bekannt, setzte Ende 1963 eine Spaltung der FAR in zwei Flügel ein, eine mehr oder weniger orthodox-marxistische um Turcios und die PGT und eine trotzkistische unter Yon. Während Turcios und die PGT eine so genannte nationaldemokratische Lösung favorisierten, bei der zuerst die Herrschaft einer progressiven Bourgeoisie angestrebt wurde und die Guerilla einen rein politischen Zweck erfüllte, propagierten Yon und seine mexikanischen trotzkistischen Berater eine sozialistische Revolution, deren Träger die Bauern und nicht die Guerilla sein sollten.
Die Spaltung war Anfang 1965 abgeschlossen, hat aber offenbar das persönliche Verhältnis zwischen Turcios und Yon Sosa nicht berührt. Auf der Conferencia Tricontinental, die im Januar 1966 in Havanna stattfand, nahm Turcios teil, jedoch wurden die Konflikte zwischen den Anhängern der PGT/FAR und Yon Sosas von guatemaltekischer Seite in keiner Weise thematisiert; allerdings übte nach Lambeg Castro „ausführlich und in streng orthodoxer Stilistik“ Kritik an der trotzkistischen Tendenz.
Unklar ist, welche politische Haltung Turcios ab März 1966 einnahm, als der Liberale Julio César Méndez Montenegro die Präsidentschaftswahlen gewann. Im Wahlkampf hatte die PGT Méndez unterstützt, was angeblich die FAR als Verrat interpretierte; andererseits soll Turcios im Juni oder Juli 1966 selbst in die PGT eingetreten sein.

## Der Bericht des US-amerikanischen Fernsehteams
Nachdem Turcios, Yon, und andere Mitglieder der Guerilla bereits Anfang 1965 von dem mexikanischen Politologen Adolfo Gilly interviewt worden waren, dessen Reportage im Mai desselben Jahres in der Monthly Review. Independent Socialist Magazine veröffentlicht wurde, wurde Turcios im April 1966 in der Sierra de las Minas von einem US-amerikanischen Fernsehteam aufgesucht, das aus den Journalisten Robert Rogers und Ted Yates sowie dem Kameramann Richard Norling und dem Tontechniker Al Hoagland bestand. Der Treff war in der Hauptstadt angeblich fünf Wochen lang vorbereitet worden. In der Nähe von Zacapa fand die Aufnahme des Teams durch die FAR statt.
In Interviews mit dem Team nannte Turcios die Volksrepublik China, Algerien, Kuba und Vietnam als politische Vorbilder, als persönliche Leitbilder bezeichnete er Mao Tse-tung und Ché Guevara. Nach Rogers und Yates bestand die Gruppe zu diesem Zeitpunkt aus gut 50 Personen, von denen gut zwei Drittel Campesinos waren; außerdem war eine US-Amerikanerin anwesend, die mit der Guerilla sympathisierte. Unklar ist, ob die Aufnahmen des Teams jemals ausgestrahlt oder archiviert worden sind. Die Reportage wurde in gedruckter Form 1968 in Donald Robinsons Sammelband The dirty wars veröffentlicht.

## Tod
In den frühen Morgenstunden des 2. Oktober 1966 verunglückte Turcios am Steuer eines Austin Mini Cooper bei Kilometer 11 auf der Avenida Roosevelt in den Außenbezirken von Guatemala-Stadt. Im Pkw befand sich außerdem die 18-jährige Studentin Silvia Yvonne Flores Letona und eine zweite, namentlich nicht bekannte Frau. Während Turcios noch an der Unfallstelle verstarb, verschied Flores Letona auf dem Weg ins Krankenhaus. Die zweite Mitfahrerin erlitt Verbrennungen und Abschürfungen.
Bezüglich des Unfallhergang existieren zwei Versionen. Nach guatemaltekischen Presseberichten traf der Wagen auf der Fahrbahn auf ein Hindernis und überschlug sich. Nach einer Meldung von Radio Havanna war eine Explosion im Fahrzeuginnern der Grund für den Unfall. Turcios Mutter ging noch 2009 davon aus, dass der Unfall durch eine Bombe verursacht wurde: Yo sé que le pusierion una bomba en el carro (Ich weiß, dass man ihm eine Bombe in den Wagen gelegt hat). Bei der Beisetzung Turcios waren angeblich gut 1500 Trauernde anwesend, darunter auch FAR-Angehörige im Kampfanzug mit offen getragener Bewaffnung.
Noch im selben Monat begann die guatemaltekische Armee, die inzwischen von Militärberatern der Green Berets ausgebildet wurde, mit einer Offensive gegen die FAR. Turcios Nachfolger als comandante der FAR wurde sein Stellvertreter Julio César Macías alias César Montes.